# ATP Finals 2017
Pour un article plus général, voir Masters de tennis masculin.
Les ATP Finals 2017 (officiellement les Nitto ATP Finals 2017 pour raison de naming), également appelés Masters 2017 dans le langage courant, sont la 48e édition du Masters de tennis masculin, qui réunit les huit meilleurs joueurs disponibles de la saison 2017 de l'ATP en simple. Les huit meilleures équipes de double sont également réunies pour la 43e fois. Grigor Dimitrov remporte l'épreuve en simple, Henri Kontinen et John Peers celle en double.
La compétition se déroule à l'O2 Arena de Londres, du 12 au 19 novembre 2017.

## Primes et points
| Tour                             | Prime       | Points |
| -------------------------------- | ----------- | ------ |
| Cumul pour le vainqueur invaincu | 2 549 000 $ | 1 500  |
| Pour la victoire en finale       | 1 200 000 $ | + 500  |
| Pour la victoire en demi-finale  | 585 000 $   | + 400  |
| Pour chaque match de poule gagné | 191 000 $   | + 200  |
| Pour chaque participant          | 191 000 $   | –      |
| Pour chaque remplaçant           | 105 000 $   | –      |

| Tour                             | Prime     | Points |
| -------------------------------- | --------- | ------ |
| Cumul pour l'équipe invaincue    | 486 000 $ | 1 500  |
| Pour la victoire en finale       | 188 000 $ | + 500  |
| Pour la victoire en demi-finale  | 96 000 $  | + 400  |
| Pour chaque match de poule gagné | 36 000 $  | + 200  |
| Pour chaque équipe participante  | 94 000 $  | –      |
| Pour chaque équipe remplaçante   | 36 000 $  | –      |

## Faits marquants

### Avant le tournoi
Les cinq premiers joueurs de l'édition précédente mettent fin à leur saison prématurément : le tenant du titre Andy Murray, le finaliste sortant Novak Djokovic qui manque le tournoi pour la première fois depuis 2006, Stanislas Wawrinka, Milos Raonic et Kei Nishikori. Parmi eux, seul Stanislas Wawrinka a remporté les points nécessaires à sa qualification pour le Masters. Rafael Nadal et Roger Federer, qui avaient mis un terme à leur saison avant les ATP Finals en 2016, font par contre leur retour à la compétition et occupent la tête du classement ATP.
On note la première qualification d'Alexander Zverev, Grigor Dimitrov, David Goffin qui avait joué un match contre Djokovic en tant que remplaçant lors de l'édition 2016 et Jack Sock qui se qualifie in extremis grâce à sa victoire inattendue au Masters de Paris-Bercy. Sock est le seul non-Européen et le premier Américain depuis Mardy Fish en 2011.
Pour la première fois depuis 2014, trois joueurs n'ont jamais participé à un Masters. Pour la troisième fois, après 1974 et 2016, les huit participants ont une nationalité différente.
Alexander Zverev (20 ans) est aussi qualifié pour le premier Next Generation ATP Finals (Masters des moins de 21 ans) qui a lieu la semaine précédente mais décide de ne pas y participer pour se préparer pour les ATP Finals.

### Pendant le tournoi

#### En simple
Rafael Nadal décide de se retirer du Masters et de mettre un terme à sa saison quelques minutes après sa défaite face à David Goffin lors de son entrée en lice. Il est remplacé par Pablo Carreño Busta.
Roger Federer signe la 100e victoire de sa carrière face à un top 5, en battant Alexander Zverev (3e mondial) lors de son 2e match de phase de poules. Avec cette victoire, le Suisse finit premier de sa poule. Il s'incline ensuite en demi-finale contre David Goffin qui le bat pour la première fois en sept confrontations.
Grigor Dimitrov remporte le Masters pour sa première participation en terminant invaincu après sa victoire en finale contre David Goffin (7-5, 4-6, 6-3). Il monte à la 3e place mondiale à l'issue du tournoi, son meilleur classement en carrière, soit un bond de 3 rangs.

#### En double
Les Français Pierre-Hugues Herbert et Nicolas Mahut décident de déclarer forfait pour leur dernier match alors qu'ils avaient l'occasion de se qualifier pour la première fois de leur carrière en demi-finale du tournoi, le premier des deux s'étant blessé au dos. Ils sont remplacés par Raven Klaasen et Rajeev Ram. Cela fait donc trois années consécutives que le duo français s'arrête en phase de poules. Dans l'autre groupe, Ivan Dodig et Marcel Granollers, qui jouent leur premier Masters ensemble, renoncent à poursuivre le tournoi après deux défaites, l'Espagnol ayant des douleurs au dos. Ils sont remplacés par Oliver Marach et Mate Pavić.
Henri Kontinen et John Peers conservent leur titre en s'imposant en finale contre Łukasz Kubot et Marcelo Melo. C'est la première fois depuis 2003 qu'une équipe gagne deux fois d'affilée le tournoi, la dernière étant les frères Bryan.

## Résultats en simple

### Participants
| Ordre de qualification | Classement ATP Race | Date de qualification | Meilleure performance | Joueur           | Résultat    |
| ---------------------- | ------------------- | --------------------- | --------------------- | ---------------- | ----------- |
| 1                      | 1                   | 11 juin 2017          | F (2)                 | Rafael Nadal     | RR (0V, 1D) |
| 2                      | 2                   | 16 juillet 2017       | V (6)                 | Roger Federer    | DF (3V, 1D) |
| 3                      | 3                   | 6 octobre 2017        | -                     | Alexander Zverev | RR (1V, 2D) |
| 4                      | 4                   | 13 octobre 2017       | RR (1)                | Dominic Thiem    | RR (1V, 2D) |
| 5                      | 6                   | 24 octobre 2017       | -                     | Grigor Dimitrov  | V (5V, 0D)  |
| 6                      | 5                   | 24 octobre 2017       | RR (2)                | Marin Čilić      | RR (0V, 3D) |
| 7                      | 8                   | 2 novembre 2017       | RR (1)                | David Goffin     | F (3V, 2D)  |
| 8                      | 9                   | 5 novembre 2017       | -                     | Jack Sock        | DF (2V, 2D) |

### Remplaçants
| Classement ATP Race | Joueur              | Résultat    |
| ------------------- | ------------------- | ----------- |
| 10                  | Pablo Carreño Busta | RR (0V, 2D) |
| 13                  | Sam Querrey         | -           |

### Confrontations avant le Masters
| Joueur           | RN    | RF    | AZ  | DT  | GD   | MČ  | DG  | JS  | Total V/D | % victoires |
| ---------------- | ----- | ----- | --- | --- | ---- | --- | --- | --- | --------- | ----------- |
| Rafael Nadal     |       | 23-15 | 3-0 | 5-2 | 10-1 | 5-1 | 2-0 | 4-0 | 52/19     | 73,24 %     |
| Roger Federer    | 15-23 |       | 2-2 | 1-2 | 6-0  | 7-1 | 6-0 | 3-0 | 40/28     | 58,82 %     |
| Alexander Zverev | 0-3   | 2-2   |     | 1-4 | 2-1  | 3-1 | 1-0 | 1-1 | 10/12     | 45,46 %     |
| Dominic Thiem    | 2-5   | 2-1   | 4-1 |     | 2-1  | 1-0 | 3-6 | 2-1 | 16/15     | 51,61 %     |
| Grigor Dimitrov  | 1-10  | 0-6   | 1-2 | 1-2 |      | 1-3 | 3-1 | 1-3 | 8/27      | 22,86 %     |
| Marin Čilić      | 1-5   | 1-7   | 1-3 | 0-1 | 3-1  |     | 2-3 | 0-2 | 8/22      | 26,67 %     |
| David Goffin     | 0-2   | 0-6   | 0-1 | 6-3 | 1-3  | 3-2 |     | 3-0 | 13/17     | 43,33 %     |
| Jack Sock        | 0-4   | 0-3   | 1-1 | 1-2 | 3-1  | 2-0 | 0-3 |     | 7/14      | 33,33 %     |

### Phase de poules

#### GroupePete Sampras
- Rafael Nadal (no 1) (forfait après son 1er match)
- Dominic Thiem (no 4)
- Grigor Dimitrov (no 6)
- David Goffin (no 8)
- Pablo Carreño Busta (no 10)

##### Résultats
| Date                    | Vainqueur       | Vaincu              | Score           | Durée      |
| ----------------------- | --------------- | ------------------- | --------------- | ---------- |
| lun. 13 nov. à 14 h WET | Grigor Dimitrov | Dominic Thiem       | 6-3, 5-7, 7-5   | 2 h 21 min |
| lun. 13 nov. à 20 h WET | David Goffin    | Rafael Nadal        | 7-65, 64-7, 6-4 | 2 h 37 min |
| mer. 15 nov. à 14 h WET | Grigor Dimitrov | David Goffin        | 6-0, 6-2        | 1 h 13 min |
| mer. 15 nov. à 20 h WET | Dominic Thiem   | Pablo Carreño Busta | 6-3, 3-6, 6-4   | 2 h 6 min  |
| ven. 17 nov. à 14 h WET | David Goffin    | Dominic Thiem       | 6-4, 6-1        | 1 h 11 min |
| ven. 17 nov. à 20 h WET | Grigor Dimitrov | Pablo Carreño Busta | 6-1, 6-1        | 1 h        |

##### Classement
| Rang poule | Classement ATP Race | Joueur              | Match(s) G-P | Set(s) G-P | Jeux G-P |
| ---------- | ------------------- | ------------------- | ------------ | ---------- | -------- |
| 1          | 6                   | Grigor Dimitrov     | 3-0          | 6-1        | 42-19    |
| 2          | 8                   | David Goffin        | 2-1          | 4-3        | 33-34    |
| 3          | 4                   | Dominic Thiem       | 1-2          | 3-5        | 35-43    |
| 4          | 10                  | Pablo Carreño Busta | 0-2          | 1-4        | 15-27    |
| 5          | 1                   | Rafael Nadal        | 0-1          | 1-2        | 17-19    |

#### GroupeBoris Becker
- Roger Federer (no 2)
- Alexander Zverev (no 3)
- Marin Čilić (no 5)
- Jack Sock (no 9)

##### Résultats
| Date                    | Vainqueur        | Vaincu           | Score          | Durée      |
| ----------------------- | ---------------- | ---------------- | -------------- | ---------- |
| dim. 12 nov. à 14 h WET | Roger Federer    | Jack Sock        | 6-4, 7-64      | 1 h 31 min |
| dim. 12 nov. à 20 h WET | Alexander Zverev | Marin Čilić      | 6-4, 3-6, 6-4  | 2 h 5 min  |
| mar. 14 nov. à 14 h WET | Jack Sock        | Marin Čilić      | 5-7, 6-2, 7-64 | 2 h 28 min |
| mar. 14 nov. à 20 h WET | Roger Federer    | Alexander Zverev | 7-66, 5-7, 6-1 | 2 h 12 min |
| jeu. 16 nov. à 14 h WET | Roger Federer    | Marin Čilić      | 65-7, 6-4, 6-1 | 1 h 54 min |
| jeu. 16 nov. à 20 h WET | Jack Sock        | Alexander Zverev | 6-4, 1-6, 6-4  | 1 h 53 min |

##### Classement
| Rang poule | Classement ATP Race | Joueur           | Match(s) G-P | Set(s) G-P | Jeux G-P |
| ---------- | ------------------- | ---------------- | ------------ | ---------- | -------- |
| 1          | 2                   | Roger Federer    | 3-0          | 6-2        | 49-36    |
| 2          | 9                   | Jack Sock        | 2-1          | 4-4        | 41-42    |
| 3          | 3                   | Alexander Zverev | 1-2          | 4-5        | 43-45    |
| 4          | 5                   | Marin Čilić      | 0-3          | 3-6        | 41-51    |

### Phase finale
|  |                  |                  |            |            |            |                  |                  |              |            |            |        |        |
|  | 1/2 finale       | 1/2 finale       | 1/2 finale | 1/2 finale | 1/2 finale |                  |                  | Finale       | Finale     | Finale     | Finale | Finale |
|  | 18 novembre 2017 | 18 novembre 2017 | 1 h 59 min | 1 h 59 min | 1 h 59 min |                  |                  |              |            |            |        |        |
|  | 18 novembre 2017 | 18 novembre 2017 | 1 h 59 min | 1 h 59 min | 1 h 59 min |                  |                  |              |            |            |        |        |
|  | Grigor Dimitrov  | (6)              | 4          | 6          | 6          |                  |                  |              |            |            |        |        |
|  | Grigor Dimitrov  | (6)              | 4          | 6          | 6          | 19 novembre 2017 | 19 novembre 2017 | 2 h 30 min   | 2 h 30 min | 2 h 30 min |        |        |
|  | Jack Sock        | (9)              | 6          | 0          | 3          | 19 novembre 2017 | 19 novembre 2017 | 2 h 30 min   | 2 h 30 min | 2 h 30 min |        |        |
|  | Jack Sock        | (9)              | 6          | 0          | 3          | Grigor Dimitrov  | (6)              | 7            | 4          | 6          |        |        |
|  | 18 novembre 2017 | 18 novembre 2017 | 1 h 45 min | 1 h 45 min | 1 h 45 min | Grigor Dimitrov  | (6)              | 7            | 4          | 6          |        |        |
|  | 18 novembre 2017 | 18 novembre 2017 | 1 h 45 min | 1 h 45 min | 1 h 45 min |                  |                  | David Goffin | (8)        | 5          | 6      | 3      |
|  | Roger Federer    | (2)              | 6          | 3          | 4          |                  |                  | David Goffin | (8)        | 5          | 6      | 3      |
|  | Roger Federer    | (2)              | 6          | 3          | 4          |                  |                  |              |            |            |        |        |
|  | David Goffin     | (8)              | 2          | 6          | 6          |                  |                  |              |            |            |        |        |
|  | David Goffin     | (8)              | 2          | 6          | 6          |                  |                  |              |            |            |        |        |

### Classement final
| Résultat        | Classement ATP Race | Joueur              | Match(s) G-P | Set(s) G-P | Jeux G-P | Points gagnés | Nouveau rang |
| --------------- | ------------------- | ------------------- | ------------ | ---------- | -------- | ------------- | ------------ |
| Vainqueur       | 6                   | Grigor Dimitrov     | 5-0          | 10-3       | 75-42    | 1500          | 3            |
| Finaliste       | 8                   | David Goffin        | 3-2          | 7-6        | 61-64    | 800           | 7            |
| Demi-finalistes | 2                   | Roger Federer       | 3-1          | 7-4        | 62-50    | 600           | 2            |
| Demi-finalistes | 9                   | Jack Sock           | 2-2          | 5-6        | 50-58    | 400           | 8            |
| Poules          | 3                   | Alexander Zverev    | 1-2          | 4-5        | 43-45    | 200           | 4            |
| Poules          | 4                   | Dominic Thiem       | 1-2          | 3-5        | 35-43    | 200           | 5            |
| Poules          | 5                   | Marin Čilić         | 0-3          | 3-6        | 41-51    | 0             | 6            |
| Poules          | 10                  | Pablo Carreño Busta | 0-2          | 1-4        | 15-27    | 0             | 10           |
| Poules          | 1                   | Rafael Nadal        | 0-1          | 1-2        | 17-19    | 0             | 1            |

## Résultats en double

### Participants
| Ordre de qualification | Classement ATP Race | Date de qualification | Meilleure performance | Équipe                              | Résultat    |
| ---------------------- | ------------------- | --------------------- | --------------------- | ----------------------------------- | ----------- |
| 1                      | 1                   | 16 juillet 2017       | DF (1) F (1)          | Łukasz Kubot Marcelo Melo           | F (3V, 2D)  |
| 2                      | 2                   | 4 septembre 2017      | V (1)                 | Henri Kontinen John Peers           | V (4V, 1D)  |
| 3                      | 3                   | 12 octobre 2017       | V (1)                 | Jean-Julien Rojer Horia Tecău       | RR (0V, 3D) |
| 4                      | 4                   | 13 octobre 2017       | DF (1) DF (2)         | Jamie Murray Bruno Soares           | DF (2V, 2D) |
| 5                      | 5                   | 13 octobre 2017       | V (4)                 | Bob Bryan Mike Bryan                | RR (1V, 2D) |
| 6                      | 8                   | 13 octobre 2017       | -                     | Ryan Harrison Michael Venus         | DF (3V, 1D) |
| 7                      | 6                   | 20 octobre 2017       | RR (2) RR (2)         | Pierre-Hugues Herbert Nicolas Mahut | RR (1V, 1D) |
| 8                      | 7                   | 1er novembre 2017     | F (1) V (1)           | Ivan Dodig Marcel Granollers        | RR (0V, 2D) |

### Remplaçants
| Classement ATP Race | Équipe                   | Résultat    |
| ------------------- | ------------------------ | ----------- |
| 9                   | Oliver Marach Mate Pavić | RR (1V, 0D) |
| 10                  | Raven Klaasen Rajeev Ram | RR (0V, 1D) |

### Confrontations avant le Masters
| Équipe                              | ŁK/MM | HK/JP | JJR/HT | JM/BS | BB/MB | RH/MV | PHH/NM | ID/MG | Total V/D | % victoires |
| ----------------------------------- | ----- | ----- | ------ | ----- | ----- | ----- | ------ | ----- | --------- | ----------- |
| Łukasz Kubot Marcelo Melo           |       | 0-1   | 2-0    | 2-0   | 1-0   | 0-1   | 0-0    | 1-1   | 6/3       | 67 %        |
| Henri Kontinen John Peers           | 1-0   |       | 1-1    | 2-1   | 3-0   | 1-1   | 2-1    | 1-1   | 11/5      | 69 %        |
| Jean-Julien Rojer Horia Tecău       | 0-2   | 1-1   |        | 1-1   | 2-4   | 0-0   | 2-1    | 1-1   | 7/10      | 41 %        |
| Jamie Murray Bruno Soares           | 0-2   | 1-2   | 1-1    |       | 1-1   | 1-0   | 1-2    | 0-0   | 5/8       | 38 %        |
| Bob Bryan Mike Bryan                | 0-1   | 0-3   | 4-2    | 1-1   |       | 0-0   | 0-5    | 1-0   | 6/12      | 33 %        |
| Ryan Harrison Michael Venus         | 1-0   | 1-1   | 0-0    | 0-1   | 0-0   |       | 0-1    | 2-0   | 4/3       | 57 %        |
| Pierre-Hugues Herbert Nicolas Mahut | 0-0   | 1-2   | 1-2    | 2-1   | 5-0   | 1-0   |        | 2-1   | 12/6      | 67 %        |
| Ivan Dodig Marcel Granollers        | 1-1   | 1-1   | 1-1    | 0-0   | 0-1   | 0-2   | 1-2    |       | 4/8       | 33 %        |

### Phase de poules

#### GroupeWoodbridge/Woodforde
- Łukasz Kubot
 Marcelo Melo (no 1)
- Jamie Murray
 Bruno Soares (no 4)
- Bob Bryan
 Mike Bryan (no 5)
- Ivan Dodig
 Marcel Granollers (no 7) (forfait après leur 2e match)
- Oliver Marach
 Mate Pavić (no 9)

##### Résultats
| Date                    | Vainqueurs                | Vaincus                      | Score             | Durée      |
| ----------------------- | ------------------------- | ---------------------------- | ----------------- | ---------- |
| lun. 13 nov. à 12 h WET | Bob Bryan Mike Bryan      | Jamie Murray Bruno Soares    | 7-5, 63-7, [10-8] | 1 h 43 min |
| lun. 13 nov. à 18 h WET | Łukasz Kubot Marcelo Melo | Ivan Dodig Marcel Granollers | 7-62, 6-4         | 1 h 34 min |
| mer. 15 nov. à 12 h WET | Łukasz Kubot Marcelo Melo | Bob Bryan Mike Bryan         | 6-4, 6-3          | 1 h        |
| mer. 15 nov. à 18 h WET | Jamie Murray Bruno Soares | Ivan Dodig Marcel Granollers | 6-1, 6-1          | 52 min     |
| ven. 17 nov. à 12 h WET | Oliver Marach Mate Pavić  | Bob Bryan Mike Bryan         | 6-4, 6-4          | 1 h 9 min  |
| ven. 17 nov. à 18 h WET | Jamie Murray Bruno Soares | Łukasz Kubot Marcelo Melo    | 6-2, 6-4          | 1 h 13 min |

##### Classement
| Rang poule | Classement ATP Race | Équipe                       | Match(s) G-P | Set(s) G-P | Jeux G-P |
| ---------- | ------------------- | ---------------------------- | ------------ | ---------- | -------- |
| 1          | 4                   | Jamie Murray Bruno Soares    | 2-1          | 5-2        | 36-22    |
| 2          | 1                   | Łukasz Kubot Marcelo Melo    | 2-1          | 4-2        | 31-29    |
| 3          | 5                   | Bob Bryan Mike Bryan         | 1-2          | 2-5        | 29-36    |
| 4          | 9                   | Oliver Marach Mate Pavić     | 1-0          | 2-0        | 12-8     |
| 5          | 7                   | Ivan Dodig Marcel Granollers | 0-2          | 0-4        | 12-25    |

#### GroupeEltingh/Haarhuis
- Henri Kontinen
 John Peers (no 2)
- Jean-Julien Rojer
 Horia Tecău (no 3)
- Pierre-Hugues Herbert
 Nicolas Mahut (no 6) (forfait après leur 2e match)
- Ryan Harrison
 Michael Venus (no 8)
- Raven Klaasen
 Rajeev Ram (no 10)

##### Résultats
| Date                    | Vainqueurs                          | Vaincus                             | Score             | Durée      |
| ----------------------- | ----------------------------------- | ----------------------------------- | ----------------- | ---------- |
| dim. 12 nov. à 12 h WET | Ryan Harrison Michael Venus         | Henri Kontinen John Peers           | 6-4, 7-68         | 1 h 29 min |
| dim. 12 nov. à 18 h WET | Pierre-Hugues Herbert Nicolas Mahut | Jean-Julien Rojer Horia Tecău       | 1-6, 7-67, [10-8] | 1 h 44 min |
| mar. 14 nov. à 12 h WET | Henri Kontinen John Peers           | Jean-Julien Rojer Horia Tecău       | 7-63, 7-66        | 1 h 45 min |
| mar. 14 nov. à 18 h WET | Ryan Harrison Michael Venus         | Pierre-Hugues Herbert Nicolas Mahut | 64-7, 6-4, [10-5] | 1 h 40 min |
| jeu. 16 nov. à 12 h WET | Henri Kontinen John Peers           | Raven Klaasen Rajeev Ram            | 2-6, 6-1, [10-8]  | 59 min     |
| jeu. 16 nov. à 18 h WET | Ryan Harrison Michael Venus         | Jean-Julien Rojer Horia Tecău       | 6-3, 7-65         | 1 h 14 min |

##### Classement
| Rang poule | Classement ATP Race | Équipe                              | Match(s) G-P | Set(s) G-P | Jeux G-P |
| ---------- | ------------------- | ----------------------------------- | ------------ | ---------- | -------- |
| 1          | 8                   | Ryan Harrison Michael Venus         | 3-0          | 6-1        | 39-30    |
| 2          | 2                   | Henri Kontinen John Peers           | 2-1          | 4-3        | 33-32    |
| 3          | 6                   | Pierre-Hugues Herbert Nicolas Mahut | 1-1          | 3-3        | 20-25    |
| 4          | 3                   | Jean-Julien Rojer Horia Tecău       | 0-3          | 1-6        | 33-36    |
| 5          | 10                  | Raven Klaasen Rajeev Ram            | 0-1          | 1-2        | 7-9      |

### Phase finale
|  |                             |                  |            |            |                           |                  |            |                           |            |        |        |        |
|  | 1/2 finale                  | 1/2 finale       | 1/2 finale | 1/2 finale | 1/2 finale                |                  |            | Finale                    | Finale     | Finale | Finale | Finale |
|  | 18 novembre 2017            | 18 novembre 2017 | 1 h 18 min | 1 h 18 min | 1 h 18 min                |                  |            |                           |            |        |        |        |
|  | 18 novembre 2017            | 18 novembre 2017 | 1 h 18 min | 1 h 18 min | 1 h 18 min                |                  |            |                           |            |        |        |        |
|  | Jamie Murray Bruno Soares   | (4)              | 62         | 2          |                           |                  |            |                           |            |        |        |        |
|  | Jamie Murray Bruno Soares   | (4)              | 62         | 2          | 19 novembre 2017          | 19 novembre 2017 | 1 h 10 min | 1 h 10 min                | 1 h 10 min |        |        |        |
|  | Henri Kontinen John Peers   | (2)              | 7          | 6          | 19 novembre 2017          | 19 novembre 2017 | 1 h 10 min | 1 h 10 min                | 1 h 10 min |        |        |        |
|  | Henri Kontinen John Peers   | (2)              | 7          | 6          | Henri Kontinen John Peers | (2)              | 6          | 6                         |            |        |        |        |
|  | 18 novembre 2017            | 18 novembre 2017 | 1 h 4 min  | 1 h 4 min  | 1 h 4 min                 | (2)              | 6          | 6                         |            |        |        |        |
|  | 18 novembre 2017            | 18 novembre 2017 | 1 h 4 min  | 1 h 4 min  | 1 h 4 min                 |                  |            | Łukasz Kubot Marcelo Melo | (1)        | 4      | 2      |        |
|  | Ryan Harrison Michael Venus | (8)              | 1          | 4          |                           |                  |            | Łukasz Kubot Marcelo Melo | (1)        | 4      | 2      |        |
|  | Ryan Harrison Michael Venus | (8)              | 1          | 4          |                           |                  |            |                           |            |        |        |        |
|  | Łukasz Kubot Marcelo Melo   | (1)              | 6          | 6          |                           |                  |            |                           |            |        |        |        |
|  | Łukasz Kubot Marcelo Melo   | (1)              | 6          | 6          |                           |                  |            |                           |            |        |        |        |

### Classement final
| Résultat        | Classement ATP Race | Équipe                              | Match(s) G-P | Set(s) G-P | Jeux G-P | Points gagnés | Nouveau rang |
| --------------- | ------------------- | ----------------------------------- | ------------ | ---------- | -------- | ------------- | ------------ |
| Vainqueurs      | 2                   | Henri Kontinen John Peers           | 4-1          | 8-3        | 58-46    | 1300          | 2            |
| Finalistes      | 1                   | Łukasz Kubot Marcelo Melo           | 3-2          | 6-4        | 49-46    | 800           | 1            |
| Demi-finalistes | 8                   | Ryan Harrison Michael Venus         | 3-1          | 6-3        | 44-42    | 600           | 8            |
| Demi-finalistes | 4                   | Jamie Murray Bruno Soares           | 2-2          | 5-4        | 44-35    | 400           | 3            |
| Poules          | 5                   | Bob Bryan Mike Bryan                | 1-2          | 2-5        | 29-36    | 200           | 5            |
| Poules          | 6                   | Pierre-Hugues Herbert Nicolas Mahut | 1-1          | 3-3        | 20-25    | 200           | 6            |
| Poules          | 9                   | Oliver Marach Mate Pavić            | 1-0          | 2-0        | 12-8     | 200           | 9            |
| Poules          | 3                   | Jean-Julien Rojer Horia Tecău       | 0-3          | 1-6        | 33-36    | 0             | 4            |
| Poules          | 7                   | Ivan Dodig Marcel Granollers        | 0-2          | 0-4        | 12-25    | 0             | 7            |
| Poules          | 10                  | Raven Klaasen Rajeev Ram            | 0-1          | 1-2        | 7-9      | 0             | 10           |